# 1 Berliński Batalion Łączności
1 1 Berliński batalion łączności (1 bł) – samodzielny pododdział wojsk łączności Wojska Polskiego.

## Formowanie i zmiany organizacyjne
W maju 1943 w składzie 1 Polskiej Dywizji Piechoty im. Tadeusza Kościuszki została sformowana 1 samodzielna kompania łączności w składzie: dowództwo kompanii, kwatermistrzostwo, pluton sztabowy, pluton radiowy, pluton ruchomych środków łączności, trzy plutony kablowo-telefoniczne, pluton gospodarczy, warsztaty naprawcze sprzętu łączności i baza ładowania akumulatorów. Kompania liczyła 16 oficerów, 38 podoficerów i 112 szeregowców. Wyposażenie stanowiło:  1 radiostacja średniej mocy RSB, 6 radiostacji małej mocy RB, 1 odbiornik radiowy, 1 ładownia akumulatorów, 2 aparaty telegraficzne Morse’a, 51 aparatów telefonicznych, 2 łącznice telefoniczne 12-numerowe, 75 km kabla telefonicznego, 11 zestawów narzędzi do budowy linii. W czerwcu 1945  kompania przybyła wraz z dowództwem i sztabem dywizji do Siedlec. Z początkiem października 1945 przedyslokowała się do Legionowa.
Rozkazem naczelnego dowódcy Wojska Polskiego nr 0295/Org. z 15 października 1945,  na bazie 1 kł został sformowany według etatu nr 2/24 1 samodzielny batalion łączności. Stan etatowy batalionu wynosił 165 żołnierzy. 20 grudnia  batalion otrzymał wyróżniającą nazwę „Berliński”. Na podstawie rozkazu naczelnego dowódcy WP nr 052/Org. z 17 lutego 1947 1 samodzielny batalion łączności został przeformowany w 1 kompanię łączności według etatu nr 2/36, a rok później kompania przeszła na etat nr 2/81 o stanie osobowym 133 żołnierzy. Jednocześnie nadano jej numer JW 2222. W 1951 ponownie sformowany został 1 batalion łączności. Kwaterował wtedy w Koszarach Południowych przy Szosie Warszawskiej w Legionowie.
Na podstawie rozkazu ministra obrony narodowej nr 057/Org. z 19 września 1955 i rozkazu dowódcy Warszawskiego Okręgu Wojskowego nr 0031/Org. z 30 września 1955, na bazie 1 batalionu łączności sformowana została 110 kompania łączności. Rok później 110 kompania łączności po raz kolejny przeformowana została w 1 Berliński batalion łączności.
W okresie przemian ustrojowych w Polsce batalion został pozbawiony wyróżniającego tytułu „Berliński”. Otrzymał też nowy numer: JW 2146.
Na podstawie zarządzenia Ministra Obrony Narodowej nr 085/Org. z 27października 1994, na bazie 1 batalionu łączności,  sformowany został 1 batalion dowodzenia. Miejscem stacjonowania batalionu pozostały koszary przy ul. Koszarowej 1 w Legionowie.

## Dowódcy jednostki
dowódcy kompanii
- por. Marcin Kasjanowski (1943)
- kpt. Włodzimierz Malinowski (1943)